# Aktiv
 Denne artikel omhandler det regnskabstekniske udtryk. Opslagsordet har også en anden betydning, se aktiv (flertydig).
Et aktiv er i regnskabsmæssig sammenhæng noget som en virksomhed kontrollerer og opnår fremtidige fordele ved.
Aktiver defineres af årsregnskabslovens bilag 1 (definitioner):
Ressourcer, som er under virksomhedens kontrol som et resultat af tidligere begivenheder og hvorfra fremtidige økonomiske fordele forventes at tilflyde virksomheden.
Aktiver deles i anlægsaktiver, som er de aktiver som kontrolleres med henblik på vedvarende brug og – resten – omsætningsaktiver. I en produktionsvirksomhed vil eksempelvis produktionsmaskinerne være anlægsaktiver, mens varelagre er omsætningsaktiver.
Aktiver optræder sammen med passiver – summen af fremmedkapital (gæld) og egenkapital – i regnskabets balance.